# Koninklijk Oudheidkundig Genootschap
Het Koninklijk Oudheidkundig Genootschap (kort: KOG) is een genootschap dat in 1858 in Amsterdam werd opgericht tot "de bevordering van de kennis van het verleden door het aanleggen en onderhouden van verzamelingen op het gebied van oudheidkunde en geschiedenis."
Halverwege de negentiende eeuw werden in Nederland veel cultuurhistorische objecten naar het buitenland verkocht en monumenten gesloopt. Reden voor een aantal bezorgde Nederlanders - onder wie Six van Hillegom (1824-1899), Leonard Marius Beels van Heemstede (1825-1882), Christiaan Pieter van Eeghen (1816-1889), Jacob van Lennep en Josephus Albertus Alberdingk Thijm - om in 1858 in Amsterdam het KOG op te richten. Kort daarna verleende Koning Willem III het Genootschap het predicaat ‘Koninklijk’. Sindsdien is er een omvangrijke collectie opgebouwd.

## Collectie
Het KOG is eigenaar van een grote verzameling van vele tienduizenden voorwerpen van geschiedenis en kunst, zoals schilderijen, meubels, textiel, boeken, tekeningen en grafiek, maar bijvoorbeeld ook gevelstenen, waaiers, munten en penningen. Incidenteel wordt de collectie aangevuld door schenkingen, legaten of aankopen. Een groot deel van de collectie is in bruikleen gegeven aan diverse musea over heel Nederland. Het omvangrijkste deel bevindt zich in het Rijksmuseum.

## Huisvesting
Het kantoor van het Genootschap is van oudsher gevestigd in het Rijksmuseum, eerst in het Fragmentengebouw, tegenwoordig in de Teekenschool.